# Pay per acquisition
Pay per acquisition (PPA) – rodzaj reklamy internetowej, której kluczowa rola polega na płatności za wykonanie konkretnej akcji na stronie docelowej, np. zakup, przesłanie danych kontaktowych. Osoba reklamująca swoją firmę bądź usługi płaci za każdego użytkownika, który wykona pożądaną akcję. W odróżnieniu do innych form rozliczeń nie płaci się za wyświetlenia (CPM) ani za kliknięcia (CPC).